# Ormkejsarfoting
Ormkejsarfoting (Ophyiulus pilosus) är en mångfotingart som först beskrevs av Newport 1843.  Ormkejsarfoting ingår i släktet Ophyiulus och familjen kejsardubbelfotingar. Arten är reproducerande i Sverige. Inga underarter finns listade i Catalogue of Life.